# Ettore Sottsass
Ettore Sottsass (Innsbruck, 14 september 1917 – Milaan, 31 december 2007) was een Italiaans architect en ontwerper van de late 20e eeuw. Hij was de oprichter van de Memphisgroep.

## Biografie

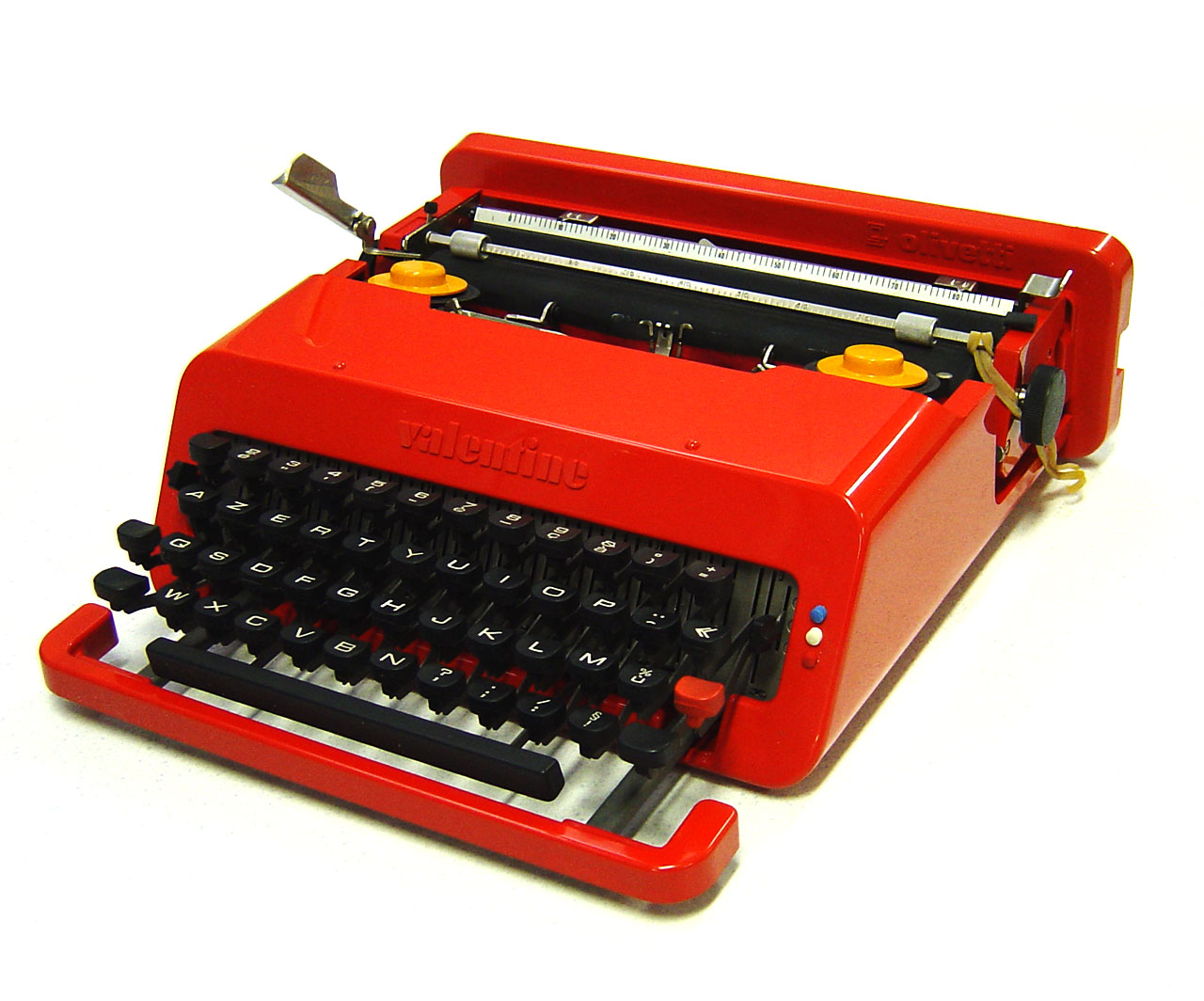
Schrijfmachine Valentine (1969)

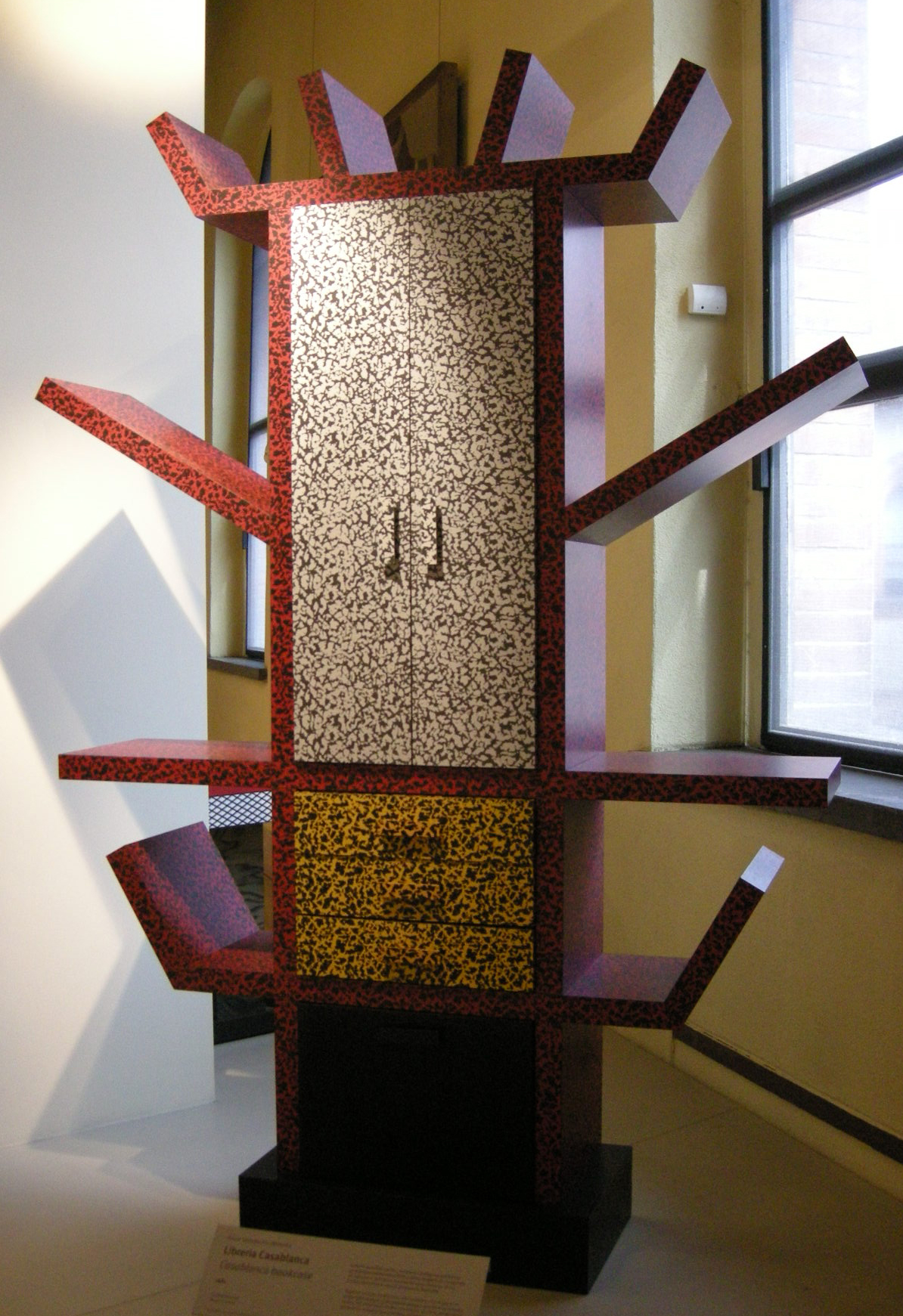
Libreria casablanca, 1981.

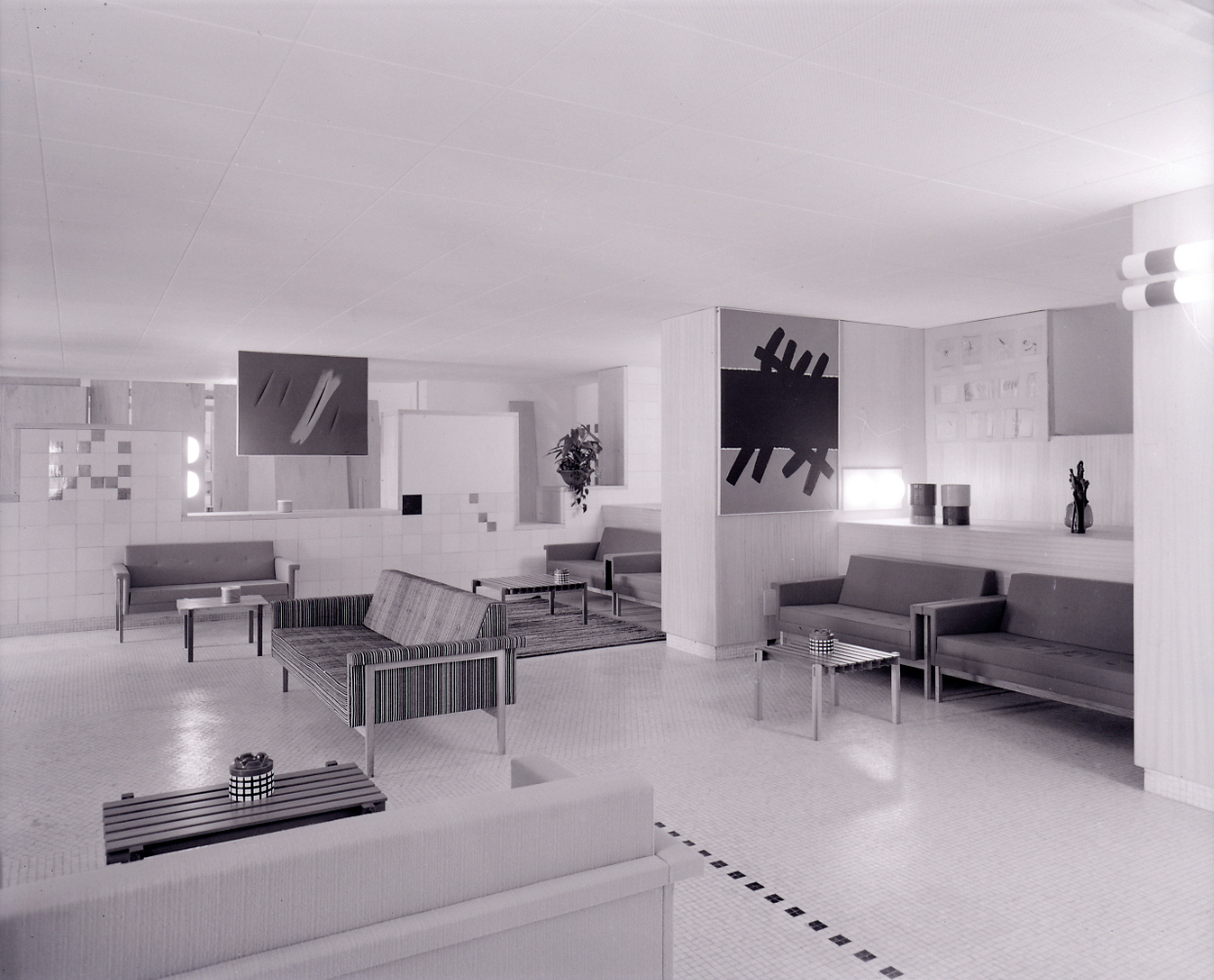
12° Triënnale van Milaan, meubilair voor het interieur ontworpen door Sottsass. Photo by Paolo Monti, 1960.

Sottsass werd geboren als zoon van een Italiaanse architect en een Oostenrijkse moeder. In 1929 verhuisde het gezin naar Turijn. Sottsass studeerde architectuur aldaar en haalde er in 1939 zijn diploma aan de polytechnische school van Turijn. Sottsass hield zich overigens meer met schilderkunst en beeldhouwen bezig. Tijdens de Tweede Wereldoorlog werd hij gemobiliseerd. In Sarajevo werd hij krijgsgevangene gemaakt.
Na de oorlog opende hij in 1947 in Milaan zijn eerste ontwerpstudio, en bouwde een carrière uit met ontwerp en productie van industrieel vormgegeven design. In 1956 volgde hij in New York een stage bij de Amerikaanse ontwerper George Nelson. In de daaropvolgende jaren was Sottsass een belangrijk vernieuwer met karakteristieke ontwerpen voor meubilair, kantooruitrusting, verlichting en juwelen. Zijn uitgedacht design beïnvloedde sterk de avant-garde architectuur van de jaren zestig en zeventig.
Uit Sottsass' 20-jarige samenwerking met Olivetti ontstonden vanaf 1958 veel nieuwe en uiteenlopende producten. De tot dan toe grijze kantooromgevingen kregen door Sottsass ontwerpen kleur en een informele toets. Zo ontwierp hij de Elea 9003 calculator, een door de Popcultuur geïnspireerde totem, en in 1969 de beroemde rode Valentine-schrijfmachine.
De in 1981 gevormde Memphisgroep werkte vernieuwend en daagde het mainstream design uit. Daar kwamen producten uit voort zoals de Casablanca- en de Carltonkast. Dit laatste ontwerp staat symbool voor de denkwijze van "Memphis". Deze veelkleurige boekenkast met open en schuine delen, voorzien van enkele laden, steunt op een solide voetstuk, heeft verder de vorm van een klassiek nachtkastje langs een bed, waaiert vervolgens uiteen als een boom en eindigt in een kubistisch vormgegeven kruin. Het geheel oogt meer als een sculptuur dan een functioneel opbergmeubel voor boeken.
Naast zijn werk voor Memphis was Sottsass ook actief als vormgever voor Alessi en Artemide. Tot op hoge leeftijd was hij nog actief binnen de groep Sottsass Associati. Sottsass werkte voor bepaalde projecten ook samen met bekende ontwerpers als Aldo Cibic, James Irvine en Matteo Thun.
Sottsass en de Memphisgroep leverde een belangrijke bijdrage aan de originele aanwending van laminaat, destijds een nieuw materiaal. Door deze techniek bleek het technisch mogelijk prints van imitatiehout- en marmer onder hoge druk op een meubelplaat te lijmen. Het saaie eenkleurige formica werd plots vervangen door kleurig plaatmateriaal met karakteristieke patronen ontleend aan beelden van vergrote bacteriën.
De vormgever overleed kort nadat een griep bij hem tot hartcomplicaties had geleid.